# Атанасиос Аргириадис
Атанасиос Аргириадис или Папаризос (на гръцки: Αθανάσιος Αργυριάδης Παπαρίζος) е гръцки педагог, писател, редактор, общественик и преводач.

## Биография
Атанасиос Аргириадис е роден около 1815 година в Сятища, тогава в Османската империя, днес Гърция. Син е на гръцкия учен Аргириос Папаризос. Брат е на Николаос Аргириадис и Димитриос Аргириадис. Учи при баща си в Сятища. Преподава в Сятища, в Смирна и в два периода 1858-1864 и 1882 година в Костур. Занимава се с изследвания върху античните гръцки автори.